# Djibasso
Djibasso là một tổng thuộc  tỉnh Kossi ở phía tây  Burkina Faso. Thủ phủ là thị xã Djibasso. Theo điều tra dân số năm 1996, tổng này có tổng dân số 46.674 .

## Các thị xã và làng xã
- Djibasso	(5 326 dân) (thủ phủ)
- Ba	(2 084 dân)
- Banana	(373 dân)
- Bankoumana	(489 dân)
- Bara	(565 dân)
- Berkoué	(746 dân)
- Bida	(718 dân)
- Bokoro	(163 dân)
- Bonoua	(400 dân)
- Bouakuy	(857 dân)
- Diékan	(404 dân)
- Diekuini	(413 dân)
- Diena	(1 634 dân)
- Donkoro	(197 dân)
- Foni-Boronkin	(688 dân)
- Gnimini	(852 dân)
- Ira	(3 038 dân)
- Kansara	(561 dân)
- Kienekuy	(1 248 dân)
- Kira	(987 dân)
- Kolonkan	(611 dân)
- Kolonkani-Sirakoro	(562 dân)
- Kolonzo	(622 dân)
- Kombori	(1 519 dân)
- Maoulena	(837 dân)
- Mandara	(777 dân)
- Massakuy	(250 dân)
- Mouna	(90 dân)
- Nairena	(1 067 dân)
- Ouarokuy	(1 026 dân)
- Oura	(2 482 dân)
- Parakuy	(253 dân)
- Paranzo	(433 dân)
- Pia n° 1	(2 552 dân)
- Saba	(1 737 dân)
- Sadignakono	(365 dân)
- Sakuy	(328 dân)
- Samekuy	(941 dân)
- Sarakoro	(1 252 dân)
- Senoulo	(35 dân)
- Siedougou	(196 dân)
- Soumoukuy	(284 dân)
- Sounè	(684 dân)
- Soye	(2 346 dân)
- Tiemè	(2 984 dân)
- Voro	(698 dân)